# Masein
Masein (rätoromanska: Masagn) är en ort och kommun i regionen Viamala i kantonen Graubünden, Schweiz. Kommunen har 532 invånare (2023) och ligger i landskapet Heinzenberg, ett par kilometer nordväst regionens huvudort Thusis, med vilken bebyggelsen är i stort sett sammanvuxen, och där de flesta har sitt arbete. 

## Språk och religion
Kyrkan i Masein reformerades 1525. Det inhemska språket var förr i tiden sutselvisk rätoromanska, men genom inflytande från Thusis skedde ett språkskifte till tyska under 1700-talet.